# Trappistenkloster Divielle

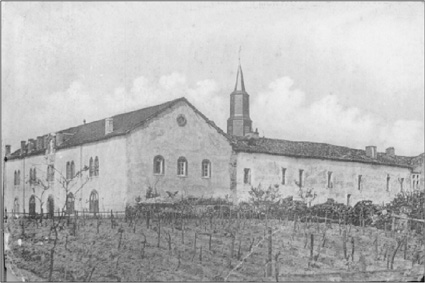
Trappistenkloster Divielle (um 1930)

Das Trappistenkloster Divielle war von 1869 bis 1930 ein Kloster von spanischen und französischen Trappisten in Goos, Département Landes, Frankreich, Bistum Dax.

## Geschichte
Seit dem 12. Jahrhundert bestand im heutigen Dorf Goos, 10 Kilometer östlich von Dax, ein (möglicherweise zisterziensisches) Kloster mit Namen Dei Villa („Haus Gottes“, später: Divielle), das von 1209 bis zur Französischen Revolution den Prämonstratensern gehörte, dann aber geschlossen, verkauft und bis auf wenige Reste abgetragen wurde. Durch Schenkung der Nachfahren des Käufers gerieten die Ruinen 1868 in den Besitz des Bischofs von Aire und Dax, Louis-Marie-Olivier Épivent (1805–1876), der (als gebürtiger Bretone) die Ansiedlung von Trappisten wünschte und sich an die Trappistenabtei Désert wandte. So kam es 1869 zur Ansiedlung der Gemeinschaft des spanischen Klosters Trapa von Santa Susana, die seit 1837, aus Spanien vertrieben, in verschiedenen Klöstern in Frankreich lebte, u. a. in Kloster Melleray. Der Wiederaufbau war noch nicht abgeschlossen, als die antiklerikale Dritte Republik 1880 die Spanier auswies, die nach zahlreichen misslungenen Gründungsversuchen erst 1927 in Kloster La Oliva (Navarra) Fuß fassen konnten. Die 1880 verbliebenen französischen Trappisten durften das anfänglich verbotene Klosterleben noch im gleichen Jahr wiederaufnehmen, hatten aber wenig Zulauf, bis 1920 Mönche des aufgelösten englischen Klosters Wood Barton, nördlich Kingsbridge, Devon (England) (seit 1902 Zuflucht für Kloster Melleray), zur Verstärkung kamen. Dennoch musste Divielle 1930 geschlossen werden. Die verbleibenden Mönche Pierre Bastié (* 1875 in Gamarde-les-Bains, Trappist 1911, † 1948) und Jean-Baptiste Marsan (* 1890 in Saint-Sever, Trappist 1924, † 1973) wurden Pfarrer klosternaher Gemeinden.